# Варианты шашек
Существует множество вариантов шашечной игры.
Они отличаются размером доски, вариациями правил (в особенности правил хода и взятия) и количеством игроков.

## 36-клеточные
- Невские шашки — четырёхсторонняя шашечная игра

## 64-клеточные

### Русские

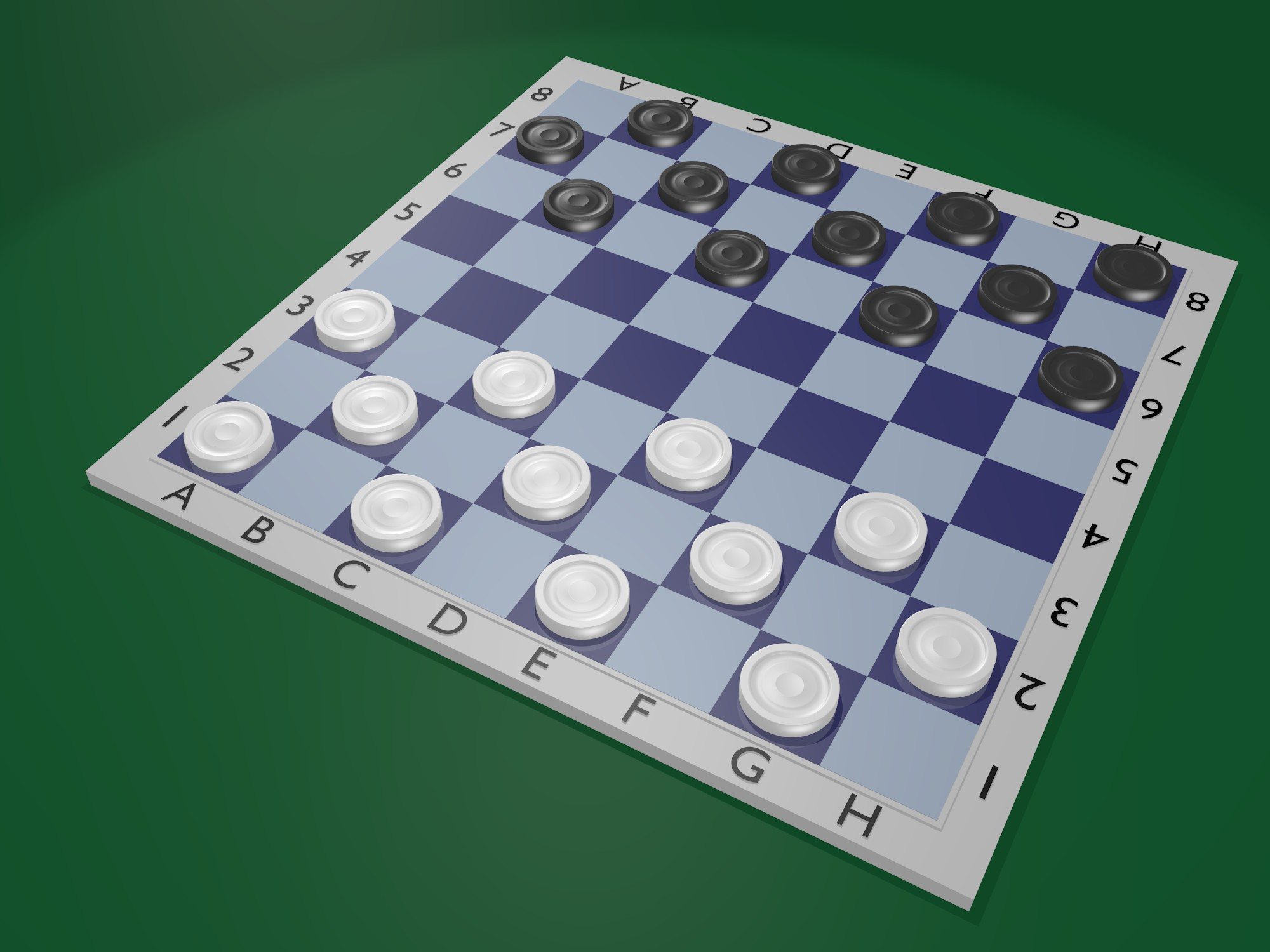
Начальная позиция в русских шашках

Русские шашки — традиционный и наиболее популярный вид шашек в России, странах бывшего СССР и в Израиле. Каждому игроку принадлежит 12 простых шашек, занимающие в начальной позиции чёрные поля первых трёх горизонталей, ближайших к игроку. Первый ход делают белые.
Основные особенности:
- Шашки ходят только по клеткам тёмного цвета.
- Доска расположена так, чтобы угловое поле внизу слева со стороны игрока было тёмным.
- Простая шашка бьёт вперёд и назад, дамка ходит и бьёт на любое поле диагонали.
- Во время боя простая шашка может превратиться в дамку и сразу продолжить бой по правилам дамки.
- При наличии нескольких вариантов боя можно выбрать любой из них.

### Обратные русские (поддавки)
В обратные русские шашки играют по правилам русских шашек, но с противоположной целью — отдать или запереть все свои шашки.

### Английские (чекерс)
| a8              | b8 чёрная шашка | c8              | d8 чёрная шашка | e8              | f8 чёрная шашка | g8              | h8 чёрная шашка |
| a7 чёрная шашка | b7              | c7 чёрная шашка | d7              | e7 чёрная шашка | f7              | g7 чёрная шашка | h7              |
| a6              | b6 чёрная шашка | c6              | d6 чёрная шашка | e6              | f6 чёрная шашка | g6              | h6 чёрная шашка |
| a5              | b5              | c5              | d5              | e5              | f5              | g5              | h5              |
| a4              | b4              | c4              | d4              | e4              | f4              | g4              | h4              |
| a3 белая шашка  | b3              | c3 белая шашка  | d3              | e3 белая шашка  | f3              | g3 белая шашка  | h3              |
| a2              | b2 белая шашка  | c2              | d2 белая шашка  | e2              | f2 белая шашка  | g2              | h2 белая шашка  |
| a1 белая шашка  | b1              | c1 белая шашка  | d1              | e1 белая шашка  | f1              | g1 белая шашка  | h1              |

Популярны в Великобритании, США, Австралии, Ирландии, Индии, некоторых бывших колониях Великобритании, всего в 30 странах мира. Также играют шашисты Италии. В английских шашках (другое название — чекерс (англ. checkers)) в начальной позиции у каждого игрока по 12 шашек, расположенных в первых трёх рядах на чёрных клетках. При нескольких вариантах взятия игрок выбирает вариант по своему усмотрению, в выбранном варианте необходимо бить все доступные для взятия шашки.

#### Отличие правил от русских шашек
- Первый ход делают чёрные.
- Простые шашки могут бить только вперёд.
- Дамка может ходить на одно поле по диагонали вперёд или назад, при взятии ходит только через одно поле в любую сторону, а не на любое поле диагонали, как в русских или международных шашках.

В 2007 году Джонатан Шеффер доказал, что существует беспроигрышный алгоритм (см. программа Chinook), следуя которому игрок может рассчитывать минимум на ничью в английских шашках, вне зависимости от того, каким цветом он играет.

### Пул чекерс (пул)

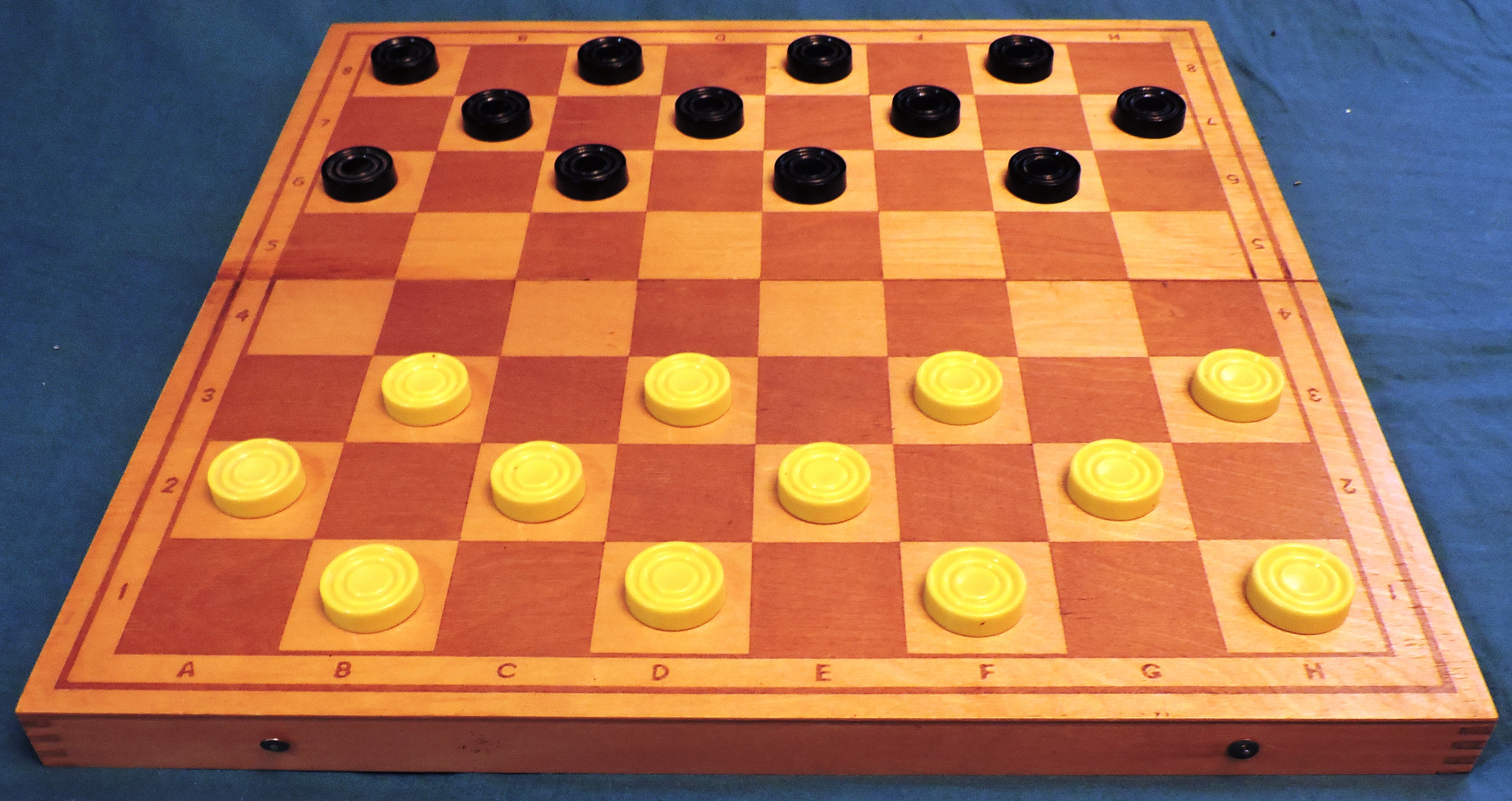
Начальная позиция в пул чекерс на Ямайке

Популярный в США, на Ямайке и в Африке вариант игры. Правила аналогичны международным шашкам с некоторыми отличиями:
- игра ведётся на доске 8×8, по 12 шашек с каждой стороны
- первый ход делают чёрные
- в пул чекерс не требуется бить максимальное количество шашек.

На Ямайке играют по белым полям. Для объединения всех разновидностей пула был предложен вариант Unified Pool, в нём используется доска и нотация как в русские и бразильские шашки, эта разновидность была официально включена в стандарт PDN.

### Бразильские
Правила аналогичны международным шашкам, но игра ведётся на доске 8×8, по 12 шашек с каждой стороны.

### Испанские
| a8 чёрная шашка | b8              | c8 чёрная шашка | d8              | e8 чёрная шашка | f8              | g8 чёрная шашка | h8              |
| a7              | b7 чёрная шашка | c7              | d7 чёрная шашка | e7              | f7 чёрная шашка | g7              | h7 чёрная шашка |
| a6 чёрная шашка | b6              | c6 чёрная шашка | d6              | e6 чёрная шашка | f6              | g6 чёрная шашка | h6              |
| a5              | b5              | c5              | d5              | e5              | f5              | g5              | h5              |
| a4              | b4              | c4              | d4              | e4              | f4              | g4              | h4              |
| a3              | b3 белая шашка  | c3              | d3 белая шашка  | e3              | f3 белая шашка  | g3              | h3 белая шашка  |
| a2 белая шашка  | b2              | c2 белая шашка  | d2              | e2 белая шашка  | f2              | g2 белая шашка  | h2              |
| a1              | b1 белая шашка  | c1              | d1 белая шашка  | e1              | f1 белая шашка  | g1              | h1 белая шашка  |

Распространены в Испании, Португалии, во многих странах Латинской Америки, на Филиппинах, в Скандинавии и в некоторых районах Германии. Игра ведётся 12 шашками на стандартной доске по белым полям.
- Дамка ходит на любое количество клеток вперёд и назад;
- Простая шашка не может бить назад;
- Бить нужно максимально возможное количество шашек соперника, а при равных вариантах боя нужно бить максимальное количество дамок.
- Если шашка во время боя достигает дамочного поля, то она превращается в дамку и останавливается даже при возможности боя.

### Итальянские

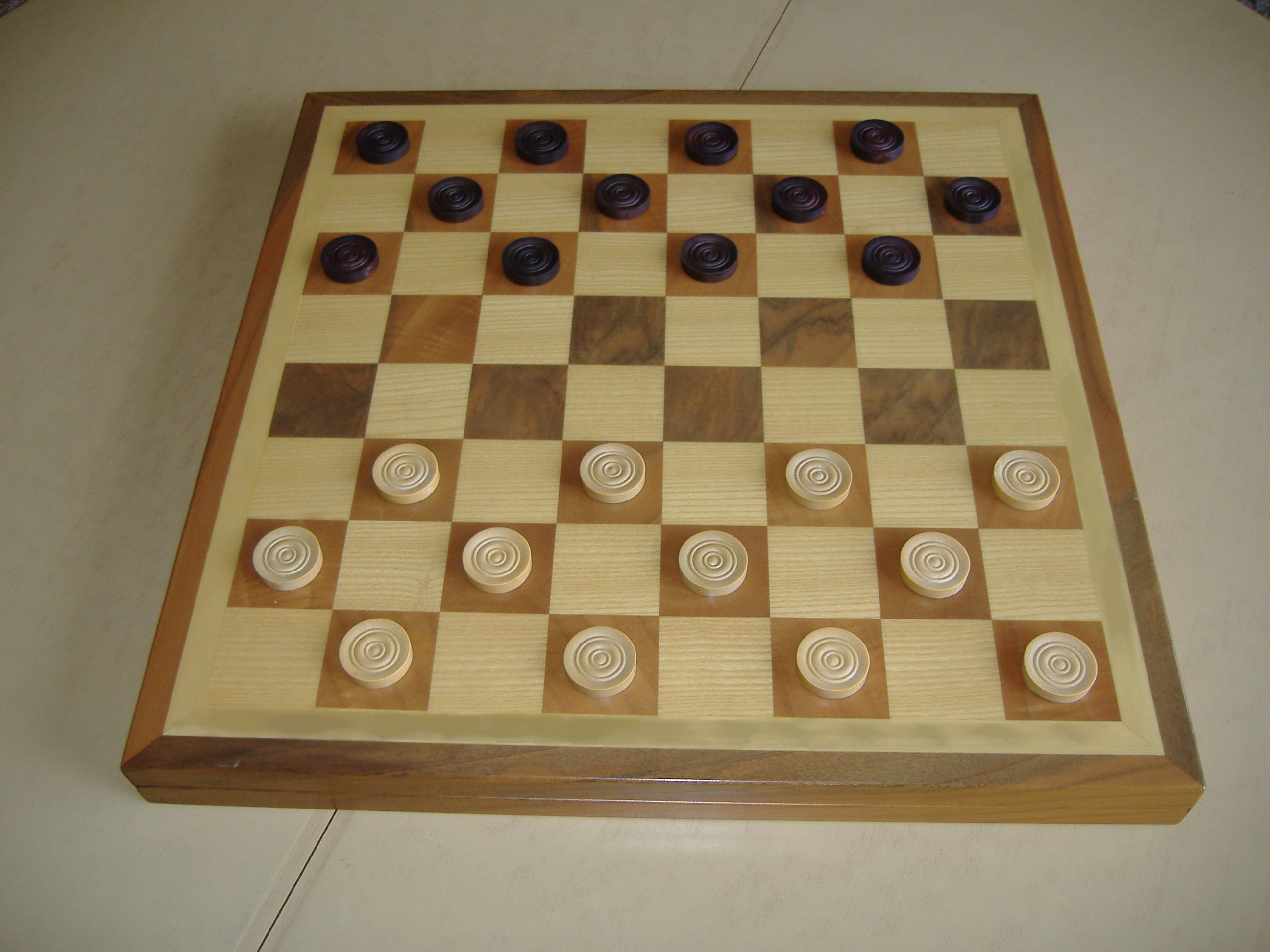
Начальная позиция в итальянских и португальских шашках

Популярны в Италии и Северной Африке.
В итальянские шашки играют на доске, которая располагается между партнёрами таким образом, чтобы нижнее левое поле было белое. Шашки игроков занимают первые три ряда с каждой стороны, располагаясь на чёрных полях. Правила игры в итальянские шашки похожи на правила игры чекерс, но имеют некоторые отличия:
- Простая шашка не может бить дамку;
- Бить нужно максимально возможное количество шашек соперника, а при равных вариантах боя нужно бить максимальное количество дамок.

В итальянских шашках дамка может ходить лишь на одно поле.

#### Португальские
| a8 чёрная шашка | b8              | c8 чёрная шашка | d8              | e8 чёрная шашка | f8              | g8 чёрная шашка | h8              |
| a7              | b7 чёрная шашка | c7              | d7 чёрная шашка | e7              | f7 чёрная шашка | g7              | h7 чёрная шашка |
| a6 чёрная шашка | b6              | c6 чёрная шашка | d6              | e6 чёрная шашка | f6              | g6 чёрная шашка | h6              |
| a5              | b5              | c5              | d5              | e5              | f5              | g5              | h5              |
| a4              | b4              | c4              | d4              | e4              | f4              | g4              | h4              |
| a3              | b3 белая шашка  | c3              | d3 белая шашка  | e3              | f3 белая шашка  | g3              | h3 белая шашка  |
| a2 белая шашка  | b2              | c2 белая шашка  | d2              | e2 белая шашка  | f2              | g2 белая шашка  | h2              |
| a1              | b1 белая шашка  | c1              | d1 белая шашка  | e1              | f1 белая шашка  | g1              | h1 белая шашка  |

В португальские шашки играют в Португалии, Бразилии, в некоторых странах Южной и Центральной Африки.
Доска повёрнута на 90 градусов по сравнению со стандартной — в левом нижнем углу находится белое поле. Шашки игроков занимают первые три ряда с каждой стороны, располагаясь на чёрных полях.
- Дамка ходит на любое количество клеток вперёд и назад;
- Простая шашка не может бить назад;
- Бить нужно максимально возможное количество шашек соперника, а при равных вариантах боя нужно бить максимальное количество дамок.
- Если шашка во время боя достигает дамочного поля, то она превращается в дамку и останавливается даже при возможности боя.

Нотация цифровая, поля нумеруются, начиная с правого нижнего угла, справа-налево.

### Чешские
Популярны в Чехии и Словакии.
- В чешских шашках дамка может ходить на любое число полей вперёд или назад.
- Простая шашка может бить только вперёд.
- Дамка может бить вперёд или назад на любое число полей.
- При наличии нескольких вариантов взятия шашек выбирается любой из них, при этом если возможно взятие и простой шашкой и дамкой, надо бить обязательно дамкой.
- Если простая достигла последнего ряда во время взятия, то она превращается в дамку и останавливается, даже при возможности продолжить взятие.
- При пропуске взятия, если соперник не сделал ответный ход, требуется совершить взятие. Если соперник уже сделал ответный ход, то ход не переигрывается и игра продолжается[12].

Для записи ходов применяется буквенно-цифровая нотация, аналогичная в русских шашках.
Проводится чемпионат Чехии, по чешским шашкам проводится этап Кубка мира по шашкам-64.

#### Французские
Французские (старофранцузские) шашки — один из древнейших европейских шашечных вариантов. Распространились в соседних государствах, где дали национальные варианты шашек, подобные по правилам французским (например, английские шашки). После распространения во Франции игры на стоклеточной доске популярность старой игры снизилась.

#### Турецкие
|   | a               | b               | c               | d               | e               | f               | g               | h               |   |  |
| 8 | a8              | b8              | c8              | d8              | e8              | f8              | g8              | h8              | 8 |  |
| 7 | a7 чёрная шашка | b7 чёрная шашка | c7 чёрная шашка | d7 чёрная шашка | e7 чёрная шашка | f7 чёрная шашка | g7 чёрная шашка | h7 чёрная шашка | 7 |  |
| 6 | a6 чёрная шашка | b6 чёрная шашка | c6 чёрная шашка | d6 чёрная шашка | e6 чёрная шашка | f6 чёрная шашка | g6 чёрная шашка | h6 чёрная шашка | 6 |  |
| 5 | a5              | b5              | c5              | d5              | e5              | f5              | g5              | h5              | 5 |  |
| 4 | a4              | b4              | c4              | d4              | e4              | f4              | g4              | h4              | 4 |  |
| 3 | a3 белая шашка  | b3 белая шашка  | c3 белая шашка  | d3 белая шашка  | e3 белая шашка  | f3 белая шашка  | g3 белая шашка  | h3 белая шашка  | 3 |  |
| 2 | a2 белая шашка  | b2 белая шашка  | c2 белая шашка  | d2 белая шашка  | e2 белая шашка  | f2 белая шашка  | g2 белая шашка  | h2 белая шашка  | 2 |  |
| 1 | a1              | b1              | c1              | d1              | e1              | f1              | g1              | h1              | 1 |  |
|   | a               | b               | c               | d               | e               | f               | g               | h               |   |  |

Распространены в Турции, Кувейте, Ливане, Сирии, Иордании, Греции, Армении, а также в Израиле. Турецкие шашки отличаются как начальным положением, так и правилами ходов и взятия. Простые шашки и дамки ходят и бьют по вертикалям и горизонталям.
- Начальная позиция — 16 белых и 16 чёрных шашек занимают вторую и третью горизонтали с каждой стороны, оставляя первую свободной.
- Простая шашка ходит на одно поле вперёд, влево, вправо[13][14]. Дамка ходит на любое количество пустых полей вперёд, назад, вправо, влево (аналогично ладьям в шахматах)[15].
- Простая шашка бьёт шашку противника перескакивая через неё на следующее поле по вертикали или горизонтали, назад бить запрещается. Дамка бьёт шашки противника, стоящие от неё спереди, сзади, справа и слева, если следующее за шашкой поле свободно и становится за побитой шашкой на любое свободное поле.
- Если есть несколько вариантов боя, игрок обязан выбрать тот, при котором берётся наибольшее количество шашек противника.
- Простая шашка становится дамкой после завершения хода. Если она попадает на восьмую горизонталь в результате взятия и может бить дальше, как простая шашка, она продолжает бить и становится дамкой по завершении хода. Продолжить бить как дамка на этом же ходу она не может.
- В турецких шашках отсутствует правило турецкого удара: при взятии шашки снимаются с доски одна за другой по ходу боя[16].

### Армянские (тама)
В настоящее время в таму играют в поселениях армян во Франции, Нидерландах и Аргентине. Игра ведётся на стандартной 64-клеточной доске, но шашки ходят и бьют не по диагоналям, а по вертикалям и горизонталям, взятие назад для простой шашки запрещено. Ещё одна их особенность — наличие «джентльменских правил» — правил, требующих от игрока предупреждать противника, когда его шашки ставятся под удар и когда простая шашка оказывается на седьмой или восьмой горизонтали.
- Простая шашка ходит на одно поле влево, вправо или вперёд (прямо или по диагонали). Ход назад запрещён.
- Дамка ходит на любое количество пустых полей по вертикали, горизонтали или диагонали в любом из восьми направлений.
- Если простая шашка достигает последней горизонтали при взятии, то она может этим же ходом продолжать бой, но уже как дамка.
- Простая шашка бьёт шашку противника по вертикали или горизонтали, стоящую спереди, справа или слева (бить назад запрещено), перескакивая через неё на следующее поле.
- Дамка бьёт шашки противника по вертикали, горизонтали или диагонали, стоящие от неё через любое количество пустых клеток спереди, сзади, справа и слева, если следующее за шашкой поле свободно. Действует правило турецкого удара — при взятии нескольких шашек за один ход, каждую побитую шашку противника принято переворачивать сразу по ходу взятия.
- Если есть несколько вариантов боя, игрок обязан выбрать тот, при котором берётся наибольшее количество шашек противника. Это относится к взятию и шашками, и дамками.
- Если есть несколько вариантов боя с равным количеством взятых шашек, игрок вправе выбрать любой из них.

## 100-клеточные

### Международные
Игра наиболее популярна в Нидерландах, Бельгии, Польше, Франции, Суринаме, имеет популярность в Европе, России и других странах бывшего СССР, Израиле, Монголии, Китае, в странах Западной Африки. Используется доска 10×10 клеток. У каждого игрока в начальной позиции по 20 шашек, которые занимают первые четыре ряда с каждой стороны. Правила игры сходны с правилами русских шашек; отличия заключаются в шашечной нотации, а также в некоторых правилах боя и признания окончаний ничейными:
- Простая шашка превращается в дамку только тогда, когда она заканчивает свой ход на любом поле последней горизонтали. При бое простой шашки через поле на последней горизонтали она продолжает бой как простая шашка, не превращаясь в дамку. Если после поля превращения «простая» может бить только как дамка, то она остаётся на поле превращения и становится дамкой. Право хода переходит к сопернику. Продолжать бить как дамка она сможет только со следующего хода.
- При возможности нескольких вариантов взятия обязательно бить максимально возможное количество шашек.
- Для записи ходов используется цифровая нотация: каждой чёрной клетке присваивается номер.

Также как и в русских шашках применяется правило «турецкого удара».

### Фризские
Популярны в Нидерландах. Игра ведётся на доске 10×10. Основное отличие от международных шашек в том, что бить надо не только по диагонали, но и по вертикали и горизонтали.
- Простые шашки ходят на одну клетку по диагонали. Дамки ходят на любое свободное поле по диагонали. Одной и той же дамкой нельзя ходить три раза подряд, за исключением боя или при отсутствии простых шашек.
- Простая и дамка могут бить по диагонали, вертикали или по горизонтали.
- При наличии нескольких вариантов боя выбирается тот, при котором берётся максимальное число шашек соперника.
- При наличии нескольких вариантов взятия одинакового максимального числа шашек выбирается вариант, в котором бьётся наибольшее число дамок[18].

В 2018 году состоялся первый чемпионат мира по фризским шашкам.

## 144-клеточные

### Канадские
| a12              | b12 чёрная шашка | c12              | d12 чёрная шашка | e12              | f12 чёрная шашка | g12              | h12 чёрная шашка | i12              | j12 чёрная шашка | k12              | l12 чёрная шашка |
| a11 чёрная шашка | b11              | c11 чёрная шашка | d11              | e11 чёрная шашка | f11              | g11 чёрная шашка | h11              | i11 чёрная шашка | j11              | k11 чёрная шашка | l11              |
| a10              | b10 чёрная шашка | c10              | d10 чёрная шашка | e10              | f10 чёрная шашка | g10              | h10 чёрная шашка | i10              | j10 чёрная шашка | k10              | l10 чёрная шашка |
| a9 чёрная шашка  | b9               | c9 чёрная шашка  | d9               | e9 чёрная шашка  | f9               | g9 чёрная шашка  | h9               | i9 чёрная шашка  | j9               | k9 чёрная шашка  | l9               |
| a8               | b8 чёрная шашка  | c8               | d8 чёрная шашка  | e8               | f8 чёрная шашка  | g8               | h8 чёрная шашка  | i8               | j8 чёрная шашка  | k8               | l8 чёрная шашка  |
| a7               | b7               | c7               | d7               | e7               | f7               | g7               | h7               | i7               | j7               | k7               | l7               |
| a6               | b6               | c6               | d6               | e6               | f6               | g6               | h6               | i6               | j6               | k6               | l6               |
| a5 белая шашка   | b5               | c5 белая шашка   | d5               | e5 белая шашка   | f5               | g5 белая шашка   | h5               | i5 белая шашка   | j5               | k5 белая шашка   | l5               |
| a4               | b4 белая шашка   | c4               | d4 белая шашка   | e4               | f4 белая шашка   | g4               | h4 белая шашка   | i4               | j4 белая шашка   | k4               | l4 белая шашка   |
| a3 белая шашка   | b3               | c3 белая шашка   | d3               | e3 белая шашка   | f3               | g3 белая шашка   | h3               | i3 белая шашка   | j3               | k3 белая шашка   | l3               |
| a2               | b2 белая шашка   | c2               | d2 белая шашка   | e2               | f2 белая шашка   | g2               | h2 белая шашка   | i2               | j2 белая шашка   | k2               | l2 белая шашка   |
| a1 белая шашка   | b1               | c1 белая шашка   | d1               | e1 белая шашка   | f1               | g1 белая шашка   | h1               | i1 белая шашка   | j1               | k1 белая шашка   | l1               |

Распространены во франкоязычных регионах Канады Квебеке и Онтарио и Новая Англия в США. В канадские шашки играют на доске 12×12, по 30 шашек с каждой стороны. В остальном правила аналогичны международным шашкам.

## Другие разновидности

### 80-клеточные (Спанцирети)
|   | a               | b               | c               | d               | e               | f               | g               | h               | i               | j               |   |  |
| 8 | a8              | b8 чёрная шашка | c8              | d8 чёрная шашка | e8              | f8 чёрная шашка | g8              | h8 чёрная шашка | i8              | j8 чёрная шашка | 8 |  |
| 7 | a7 чёрная шашка | b7              | c7 чёрная шашка | d7              | e7 чёрная шашка | f7              | g7 чёрная шашка | h7              | i7 чёрная шашка | j7              | 7 |  |
| 6 | a6              | b6 чёрная шашка | c6              | d6 чёрная шашка | e6              | f6 чёрная шашка | g6              | h6 чёрная шашка | i6              | j6 чёрная шашка | 6 |  |
| 5 | a5              | b5              | c5              | d5              | e5              | f5              | g5              | h5              | i5              | j5              | 5 |  |
| 4 | a4              | b4              | c4              | d4              | e4              | f4              | g4              | h4              | i4              | j4              | 4 |  |
| 3 | a3 белая шашка  | b3              | c3 белая шашка  | d3              | e3 белая шашка  | f3              | g3 белая шашка  | h3              | i3 белая шашка  | j3              | 3 |  |
| 2 | a2              | b2 белая шашка  | c2              | d2 белая шашка  | e2              | f2 белая шашка  | g2              | h2 белая шашка  | i2              | j2 белая шашка  | 2 |  |
| 1 | a1 белая шашка  | b1              | c1 белая шашка  | d1              | e1 белая шашка  | f1              | g1 белая шашка  | h1              | i1 белая шашка  | j1              | 1 |  |
|   | a               | b               | c               | d               | e               | f               | g               | h               | i               | j               |   |  |

Были предложены в середине 1960-х годов советским шашистом Николаем Спанцирети. Игра ведётся по правилам русских шашек на доске увеличенной ширины 10×8 клеток, при этом широкая сторона находится перед игроком. У каждого игрока по 15 шашек. При таком размере доски 3 дамки всегда выигрывают у одной дамки соперника, независимо от расположения (в отличие от русских шашек). В рижском журнале «Шашки» № 6 за 1984 год в была опубликована статья о данной разновидности шашек.

### Алтайские
Сочетают в себе правила шашек и шахмат.

### Шашки Вигмана
|   | a               | b               | c               | d               | e               | f               | g               | h               |   |  |
| 8 | a8 чёрная шашка | b8 чёрная шашка | c8 чёрная шашка | d8 чёрная шашка | e8 чёрная шашка | f8 чёрная шашка | g8 чёрная шашка | h8 чёрная шашка | 8 |  |
| 7 | a7 чёрная шашка | b7 чёрная шашка | c7 чёрная шашка | d7 чёрная шашка | e7 чёрная шашка | f7 чёрная шашка | g7 чёрная шашка | h7 чёрная шашка | 7 |  |
| 6 | a6 чёрная шашка | b6 чёрная шашка | c6 чёрная шашка | d6 чёрная шашка | e6 чёрная шашка | f6 чёрная шашка | g6 чёрная шашка | h6 чёрная шашка | 6 |  |
| 5 | a5              | b5              | c5              | d5              | e5              | f5              | g5              | h5              | 5 |  |
| 4 | a4              | b4              | c4              | d4              | e4              | f4              | g4              | h4              | 4 |  |
| 3 | a3 белая шашка  | b3 белая шашка  | c3 белая шашка  | d3 белая шашка  | e3 белая шашка  | f3 белая шашка  | g3 белая шашка  | h3 белая шашка  | 3 |  |
| 2 | a2 белая шашка  | b2 белая шашка  | c2 белая шашка  | d2 белая шашка  | e2 белая шашка  | f2 белая шашка  | g2 белая шашка  | h2 белая шашка  | 2 |  |
| 1 | a1 белая шашка  | b1 белая шашка  | c1 белая шашка  | d1 белая шашка  | e1 белая шашка  | f1 белая шашка  | g1 белая шашка  | h1 белая шашка  | 1 |  |
|   | a               | b               | c               | d               | e               | f               | g               | h               |   |  |

Были предложены Владимиром Вигманом, представляют собой модификацию русских шашек.
Соперники играют одновременно две партии на обычной шашечной доске:
- одна партия играется на чёрных полях
- вторая партия играется на белых полях

В шашках Вигмана действует правило двойного хода: каждый игрок в свою очередь выполняет одновременно два хода. Возможные варианты:
- два последовательных хода одной шашкой по чёрным или по белым полям
- два хода разными шашками на полях одного цвета
- два хода разными шашками на полях разного цвета.

При этом правило двойного хода приоритетно перед правилом обязательного боя, но если первым ходом создаётся нападение, то вторым ходом игрок обязан побить шашку противника.
Поскольку играются одновременно две партии, можно одну из них выиграть, а другую проиграть, и от игрока требуется соблюдение баланса, чтобы не «сдать» одну из партий за счёт достижения значительного перевеса в другой (если свои ходы он будет совершать преимущественно лишь в одной из них).

### Двухходовые
Правила аналогичны правилам в русские шашки, но при этом игроки при своей очереди делают не один ход, а два (оба одной шашкой или двумя разными). Если игрок сделал первый ход из двух, в результате которого появилась возможность взятия, то вторым ходом он обязан совершить взятие. Ещё одно отличие — поражением считается ситуация, когда игрок может сделать только один ход из двух либо ни одного.

#### Нотация
Ходы белых записываются под нечётными номерами, а ходы чёрных под чётными. Например: 1.cd4 bc3 2.de5 cd6.

### Диагональные
Правила аналогичны русским шашкам, но начальная расстановка иная: большая диагональ свободна, сверху и слева от неё все клетки заняты чёрными шашками, снизу и справа — белыми.

### Ласка
| a7 чёрная шашка | b7              | c7 чёрная шашка | d7              | e7 чёрная шашка | f7              | g7 чёрная шашка |
| a6              | b6 чёрная шашка | c6              | d6 чёрная шашка | e6              | f6 чёрная шашка | g6              |
| a5 чёрная шашка | b5              | c5 чёрная шашка | d5              | e5 чёрная шашка | f5              | g5 чёрная шашка |
| a4              | b4              | c4              | d4              | e4              | f4              | g4              |
| a3 белая шашка  | b3              | c3 белая шашка  | d3              | e3 белая шашка  | f3              | g3 белая шашка  |
| a2              | b2 белая шашка  | c2              | d2 белая шашка  | e2              | f2 белая шашка  | g2              |
| a1 белая шашка  | b1              | c1 белая шашка  | d1              | e1 белая шашка  | f1              | g1 белая шашка  |

Изобретена в 1911 году чемпионом мира по шахматам Эмануилом Ласкером. Размер доски 7×7 клеток. Игра ведётся в английские шашки по правилам столбовых шашек.

### Простые
Правила соответствуют русским, но простые шашки не превращаются в дамку: достигнув дамочного поля, они становятся запертыми, но при случае могут бить назад. Проигрывает тот, кто не сможет сделать свой ход.

### Русские многоуровневые
Вариант игры, в котором шашка или дамка может ходить не только на свободное поле, но и на занятое своей фигурой поле, дамка при этом не может пересекать такое поле (перепрыгивать свои фигуры) за один ход, как и пешка.
Доска, расположение шашек в начальной позиции, правила взятия шашек соперника аналогичны правилам игры в русские шашки. Отличие правил русских многоуровневых шашек от русских шашек:
- Шашка или дамка (фигура) может ходить на занятое своей фигурой поле. В таком случае ходящая фигура устанавливается поверх другой своей фигуры, образуя уровни. Но пересекать такое поле, то есть перепрыгивать свои фигуры, за один ход дамка не может, как и пешка.
- Ход фигуры с поля, где стоят фигуры в несколько уровней, совершается верхней из них и по правилам данной фигуры, то есть если сверху стоит простая шашка, то ход совершается по правилам простой шашки, если сверху стоит дамка, то ход совершается по правилам дамки.
- Если было побито поле, на котором стояло несколько шашек, то с данной позиции снимается верхняя шашка и убирается с поля. При этом возможна рубка нескольких фигур стоящих на одном поле в несколько уровней. Если есть возможность продолжить взятие других фигур соперника, в том числе стоящих на одном поле и ещё не взятых, то взятие продолжается пока бьющая шашка не достигнет положения, из которого бой невозможен, то есть когда взяты все возможные фигуры на пути рубки.
- Правило турецкого удара не применяется.

### Самоеды
Играются на доске 8×8. В отличие от русских шашек, каждый из игроков может (и обязан при возможности, то есть, с самого начала игры) бить как шашки противника, так и свои шашки (взятие всегда производится своей шашкой). Можно бить несколько шашек обоих цветов за один ход. В принципе, возможна игра на доске 10×10, но без правила обязательного взятия большинства.

### Северные
В северные шашки играют по правилам русских, но побитая дамка не снимается с доски, а превращается в простую шашку.

### Ставропольские
По сравнению с русскими шашками добавлено лишь одно новое правило, резко усложнившее характер борьбы: в ставропольских шашках любой из игроков вместо хода своей шашкой всегда может сделать ход за противника. Так, начиная игру, белые имеют право играть чёрной шашкой. Двигать чужие простые шашки можно только в свою сторону и брать ими следует только свои шашки. Взятие обязательно.

### Столбовые

Партия в столбовые шашки

Старинный вариант игры, в котором побитая простая шашка не снимается с поля, а ставится под побившую её башню.
Доска, расположение шашек в начальной позиции, правила взятия шашек соперника аналогичны правилам игры в русские шашки. Отличие правил столбовых шашек от русских шашек:
- Каждая побитая простая шашка не снимается с поля, а ставится под побившую её башню.
- Башня из нескольких шашек перемещается по полю целиком как единая фигура и принадлежит тому игроку, которому принадлежит самая верхняя её шашка.
- Движение башни происходит по правилам простой шашки, если у неё сверху простая шашка, или по правилам дамки, если у неё сверху дамка.
- Башня может пройти в дамки, при этом дамкой становится только её верхняя шашка.
- Если была побита башня, то с неё снимается верхняя шашка и кладётся под побившую её простую шашку или башню. Если при этом верхней оказывается шашка другого цвета, то башня становится башней соперника.
- Если шашка или башня бьёт несколько шашек или башен противника, то побитые шашки кладутся под бьющую фигуру последовательно. Правило турецкого удара не применяется.
- Игра заканчивается победой, когда все шашки противника накрыты или заблокированы.

### Цилиндрические
Как и у шахмат, возможен цилиндрический вариант шашек. Главное отличие в том, что поле является развёрткой цилиндра. В шашках по умолчанию доступен лишь вертикальный цилиндр, но возможны варианты с горизонтальным и тороидальным полем. В остальном шашки играются по правилам русских, международных или других видов шашек. Если говорить более точно, то поля вертикальные H и A соединены между собой.

### Пьяные
Фигуры шашек представляют собой стопки, в которые перед игрой наливают алкогольные напитки. Правила могут быть различными.